# Aleksandra Leonova
Aleksandra Leonova, född den 4 september 1964 i Pjatigorsk, dåvarande Sovjetunionen, är en sovjetisk basketspelare som var med och tog OS-brons 1988 i Seoul.